# Day Of The Dead
Day of the Dead är det fjärde studioalbumet av det amerikanska rapcore-bandet Hollywood Undead.

## Låtlista
Alla låtar är skriva och framförda av Hollywood Undead.
| Nr  | Titel                                   | Kompositör                                                                   | Producent(er)                          | Längd |
| --- | --------------------------------------- | ---------------------------------------------------------------------------- | -------------------------------------- | ----- |
| 1.  | Usual Suspects                          | Charlie Scene, Da Kurlzz, Danny, Funny Man J-Dog, Johnny 3 Tears, Sean Gould | Sean Gould                             | 3:44  |
| 2.  | How We Roll                             | Charlie Scene, Da Kurlzz, Danny, Funny Man, J-Dog, Johnny 3 Tears,           | Sean Gould, Danny Lohner               | 4:45  |
| 3.  | Day of the Dead                         | Charlie Scene, Danny, Da Kurlzz, J-Dog, Johnny 3 Tears, Sean Gould           | Sean Gould                             | 3:55  |
| 4.  | War Child                               | Charlie Scene, Danny, Funny Man, J-Dog                                       | Charlie Scene, Sean Gould, Matt Squire | 3:58  |
| 5.  | Dark Places                             | Charlie Scene, Da Kurlzz, Danny, J-Dog, Johnny 3 Tears                       | J-Dog                                  | 4:39  |
| 6.  | Take Me Home                            | Charlie Scene, Danny, Griffin Boice                                          | Charlie Scene, Griffin Boice           | 3:48  |
| 7.  | Gravity                                 | Danny, Funny Man, J-Dog, Johnny 3 Tears, Sean Gould                          | Sean Gould                             | 3:19  |
| 8.  | Does Everybody In The World Have To Die | Griffin Boice, J-Dog, Johnny 3 Tears                                         | Griffin Boice                          | 3:17  |
| 9.  | Disease                                 | Charlie Scene, Danny, J-Dog, Johnny 3 Tears, Sean Gould                      | Sean Gould, Danny Lohner               | 3:31  |
| 10. | Party By Myself                         | Charlie Scene, Funny Man, Griffin Boice                                      | Griffin Boice                          | 4:10  |
| 11. | Live Forever                            | Charlie Scene, Danny, Funny Man, J-Dog, Johnny 3 Tears, Sean Gould           | Sean Gould                             | 3:40  |
| 12. | Save Me                                 | Da Kurlzz, Danny, Funny Man, Griffin Boice, J-Dog, Johnny 3 Tears            | Griffin Boice                          | 3:27  |

| 13. | Guzzle, Guzzle | Griffin Boice, Da Kurlzz, Funny Man, J-Dog, Johnny 3 Tears | Griffin Boice | 3:39 |
| 14. | I'll Be There  | Griffin Boice, Charlie Scene, Danny, Johnny 3 Tears        |               | 3:37 |
| 15. | Let Go         | Da Kurlzz, Danny, Sean Gould, J-Dog, Johnny 3 Tears        |               | 4:16 |

| 16. | Ghost | Griffin Boice, Charlie Scene, Johnny 3 Tears |  | 3:25 |

| 17. | Sing           | Charlie Scene, Danny, Griffin Boice, Johnny 3 Tears |  | 4:05 |
| 18. | Fuck The World | Danny, J-Dog, Johnny 3 Tears                        |  | 4:09 |